# Атанас Атанасов (футболист, р. 1985)
Вижте пояснителната страница за други личности с името Атанас Атанасов.
Атанас Маринов Атанасов (роден на 14 юли 1985 в Плевен, България) е български футболист, играе като ляв защитник и се състезава за Дунав (Русе).